# Marija Wladimirowna Dolgorukowa
Marija Wladimirowna Dolgorukowa (russisch Мари́я Влади́мировна Долгору́кова; * 1601; † 17. Januar 1625) war Gemahlin des Zaren von Russland.
Sie wurde als Tochter des Bojaren Wladimir Timofejewitsch Dolgoruki, Mitglied des Regentschaftsrates von 1615, und dessen Gemahlin Marija Wassiljewna Barbaschina geboren.
Am 29. September 1624 wurde sie mit Zar Michael I. vermählt, der seit 1613 als erster Zar aus der Dynastie der Romanows über Russland herrschte.
Die Ehe blieb kinderlos, denn bereits vier Monate nach der Vermählung, am 17. Januar 1625, verstarb sie plötzlich. Es gilt als sicher, dass sie vergiftet wurde.